# 比哈姆-米德尔顿-莱文交通流量模型
比哈姆-米德尔顿-莱文交通流量模型（英語：Biham–Middleton–Levine traffic model）是一個自我組織，格狀自動的交通流量模型。此模型由很多以移動的點組成，每一個點表示一部汽車，啟始位置由亂數決定。這些點可分為二類：分別是只會向下移動的藍色點和只會向右移動的紅色點。这两類的點轮流移动。在每个回合開始時，所有的點只要不被其他點阻擋，便可以前進一格。因此，此模型可視為第184规则的二维版本。另外，此模型亦是最簡單的展示出相变过程和自我组织的模型。

## 歷史
比哈姆-米德尔顿-莱文交通流量模型是由奥弗·比哈姆、阿兰·米德尔顿和多夫·莱文於1992年制定的。奥弗發現，隨著交通密度增加，其稳态情况便會由畅通迅速變為完全堵塞。於2005年，拉伊萨·杜泽發現在畅通和完全堵塞的情況之間，還有一個過渡階段。同年，亚历山大·霍尔罗伊德是第一个能证明在密度接近時，必定會發生堵塞情形。於2006年，蒂姆·奥斯汀和板井本杰明發現一個邊長是N的正方體点阵，而汽車數量小於N/2時，模型就一定會以全速運行。

## 点阵空间

基本多边形的环面，而箭頭代表汽車的移動方向

模型中的汽车通常會被放置在一个在拓扑结构上相当于一个圆环正方形点阵上。這代表當汽車移動至右方盡頭時，就會在左邊重新出現；而當汽車移動至下方盡頭時，就會在上方重新出現。
亦有一些模型的點陣為矩形，而非正方形。对于擁有互質尺寸的矩形，其動態都會隔一段時間後重複。而对于非互质的矩形，其動態則通常會是混乱的。

## 相变过程
尽管模型简单，它亦能被分為两个的阶段：堵塞阶段和自由流动阶段。对于擁有少量汽车的模型，模型通常會進行自我組織以令交通自由流动。相反，对于擁有大量汽车的模型，模型通常會堵塞起來，並令汽車不能再移動。方型模型在通常情况下，其堵塞臨介點密度都會在32%左右。
|  |  |

|  |  |  |

|  |  |  |

### 中间阶段
中间阶段會在交通密度到達轉變密度時出現，並同時擁有自由流动阶段和堵塞阶段的特性。而中间阶段又可分為兩種：混乱狀態（即亚稳定狀態）和周期性狀態（即可证稳定狀態）。混乱狀態並不會出現於擁有互質尺寸的矩形模型中。於2008年，專家發現周期性的中间阶段亦會出現於方形模型中。
|  |  |

|  |  |  |

|  |  |  |

## 外部連結
- 处理程序
- 模型範例 （页面存档备份，存于）